# ان‌جی‌سی ۲۸۰
ان‌جی‌سی ۲۸۰ (انگلیسی: NGC 280) نام یک کهکشان مارپیچی در صورت فلکی آندرومدا است.